# Borderline (filme de 1980)
Borderline (bra: A Fronteira) é um filme de 1980 dirigido por Jerrold Freedman, com Charles Bronson e Ed Harris.